# 不思議のたたりちゃん
『不思議のたたりちゃん』（ふしぎのたたりちゃん）は、犬木加奈子による少女漫画作品。初出は1991年、講談社「少女フレンド」で、フレンドKCより全7巻。

## 作品概要
心優しいイジメられっ子「たたりちゃん」が、イジメっ子達に“たたりー”の正義のお仕置きをするホラー漫画。
この続編で『新・不思議のたたりちゃん』が角川書店「ザ・ホラー」に掲載され、2巻まで出ている。
更なる続編に「ママ友はたたりちゃん」がある。

## 登場人物
神野多々里
本作の主人公。心優しいが、やや陰気なイジメられっ子。
実は不思議な力を持っていて、ひどいイジメっ子にはたたりを使ってお仕置きをする。
田村よし子（ヨッちゃん）
当初は多々里をイジメていたが、のちに多々里の親友になる人物。しっかり者で世話焼き。花屋の娘で、団地住まい。三つ編みがトレードマーク。
『新・不思議のたたりちゃん』では多々里を裏切ることになる。
乃呂井翔
陰気で自己中心的な少年。
自己評価がやたらに高く、周囲を見下した言動が多いが、実際は寂しがり屋。多々里ほどいじめられていないが、クラスメートからは相手にされていない。実は多々里が好きだが、意地悪をしているせいで嫌がられている。
『新・不思議のたたりちゃん』では呪い返しにより体が小さくなり、多々里のポケットの中で生活している。
なお、彼を主役にした作品も『不思議のたたりちゃん』の単行本に収録されている。
絵麻
絵の上手な少女。
多々里の力に薄々感付き、イジメをためらうようになった数少ない人物。
木崎姫子
多々里のクラスメート。艶やかな黒髪が印象的な純和風の美少女。
基本的には淑やかで穏やかだが、多々里に対しては冷酷な態度で接する。
白野雪子
姫子の親友。フランス人形を連想させる彫りの深い顔立ちをした美少女。
自分の美しさにはかなりの誇りを持っており、顔を二度に渡り汚した多々里を執拗にイジメた。
『新・不思議のたたりちゃん』でも登場するが、容姿が金髪から黒髪に変わっている。
鬼喜田先生
「鬼の鬼喜田」と呼ばれる先生。
生徒に厳しいが根は心優しく、正しいことをちゃんと見てくれる。また、卑劣な行為は決して許さない。そのせいで一部の生徒（イジメっ子）からの評判は悪く、逆恨みによるイジメの対象になってしまうこともあった。
多々里のことを理解してくれた数少ない人物のひとり。
ヒガミ
本作品最大の悪役。
非常に性格が悪く、クラスで唯一、「多々里イジメを止めろ」というヨシ子の訴えにまったく心を動かされなかった。
ナナミ
ヨシ子の友人。裕福な家庭の娘。
性格はわがままで調子に乗りやすい。
矢名夫
たたりのクラスメイト。不潔でいつもへらへら笑っている。
女子から非常に嫌われており、多々里からも呼び捨てにされている。

## 実写映画
2000年7月15日より東映系で『フシギのたたりちゃん』のタイトルで公開。犬木加奈子本人も先生役で出演。タイトルが多少違いとなっている。『★とびだせ★2000年夏の角川まんが大行進』と題し、『劇場版 六門天外モンコレナイト〜伝説のファイアドラゴン〜』『映画おじゃる丸 約束の夏 おじゃるとせみら』と同時上映された。

### キャスト
- たたりちゃん・・・大平奈津美
- ヨッちゃん・・・小笠原茉莉
- エマ・・・今関愛美
- カケル・・・真瀬皓介
- 先生・・・犬木加奈子
- おばあちゃんの声・・・山本嘉子
- 手袋の声・・・渡辺ゆみ子
- 手袋の声・・・川津安代
- 手袋の声・・・沢谷有梨
- 手袋の声・・・榛葉弘行
- 手袋の声・・・那須文恵

### スタッフ
- 監督:岩沢清
- 助監督:川口浩史、赤塚昭二
- プロデューサー:山田俊輔
- ラインプロデューサー:椋樹弘尚
- 原作:犬木加奈子
- 脚色:菊原といみ
- 撮影:平松伸浩
- アニメーション撮影:大川藤雄
- 音楽:姫田蘭
- 音楽プロデューサー:浅沼一郎、安井輝
- ミュージック・ディレクター:浅利なおこ
- 美術監督:木村俊幸
- アート・デザイン:松山美穂
- セット美術:掛塚一継
- 編集:前田賢吾
- 衣装（デザイン）:小里幸子、黒田茂津子
- 録音:矢野正人
- スチル:久井田誠
- 音響効果:眞道正樹
- 照明:小中健次郎